# 訃報 1979年7月
訃報 1979年7月（ふほう 1979ねん7がつ）では、1979年（昭和54年）7月中に物故した、又は物故が報じられた人物についてまとめる。

## （1日 - 15日）

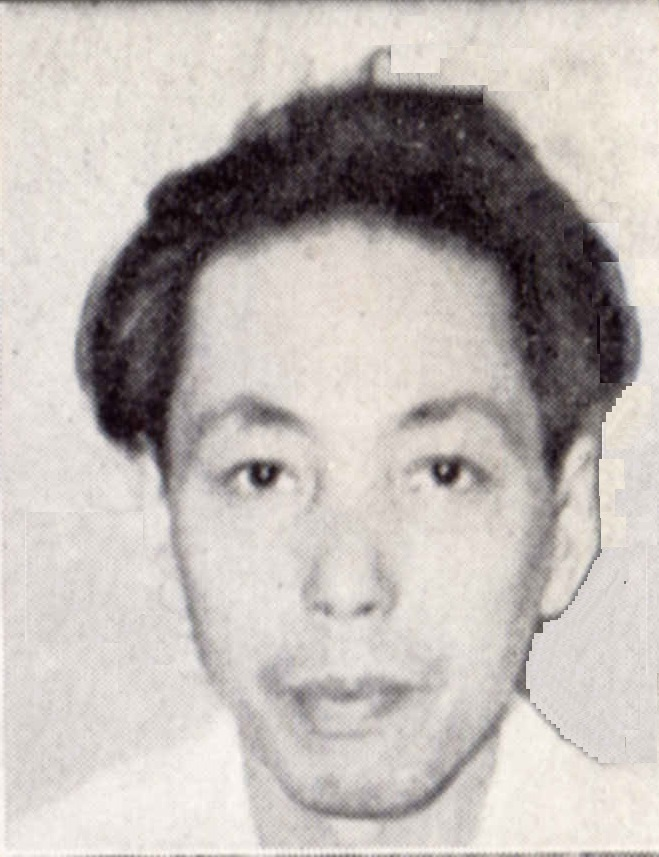
瀧口修造／7月1日没

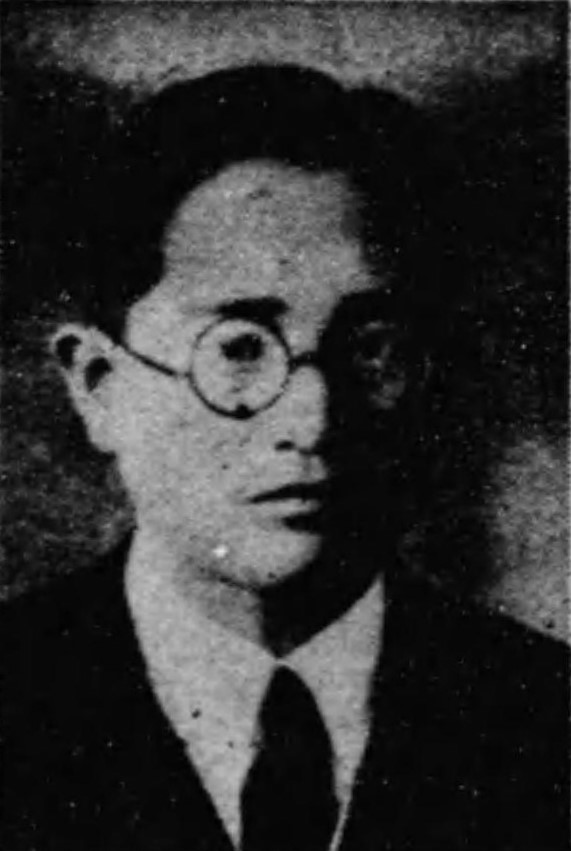
川野芳満／7月2日没

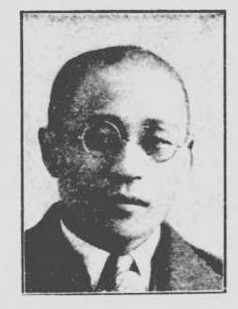
中村三之丞／7月8日没

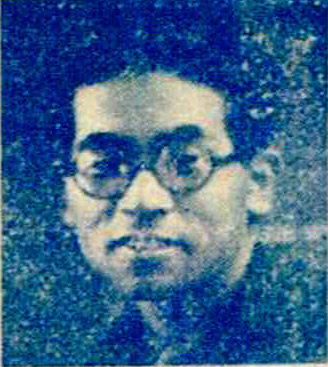
野村浩将／7月8日没

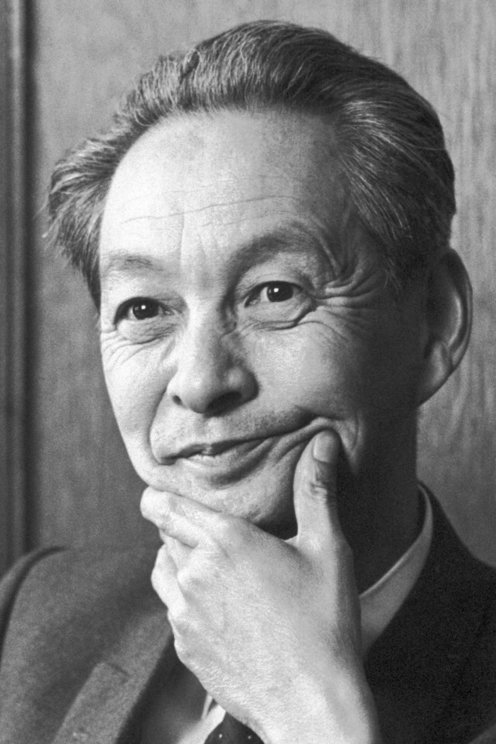
朝永振一郎／7月8日没

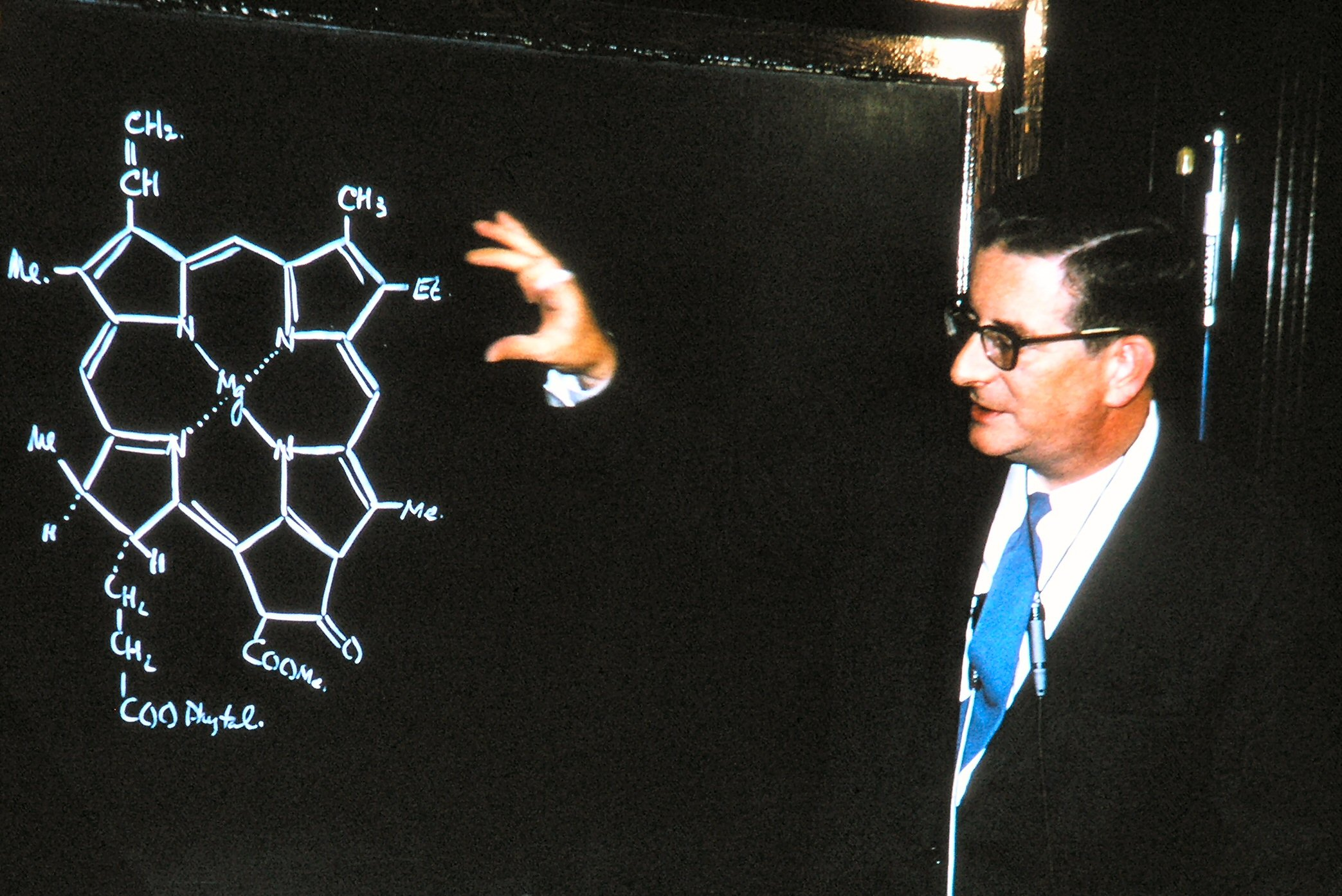
ロバート・バーンズ・ウッドワード／7月8日没

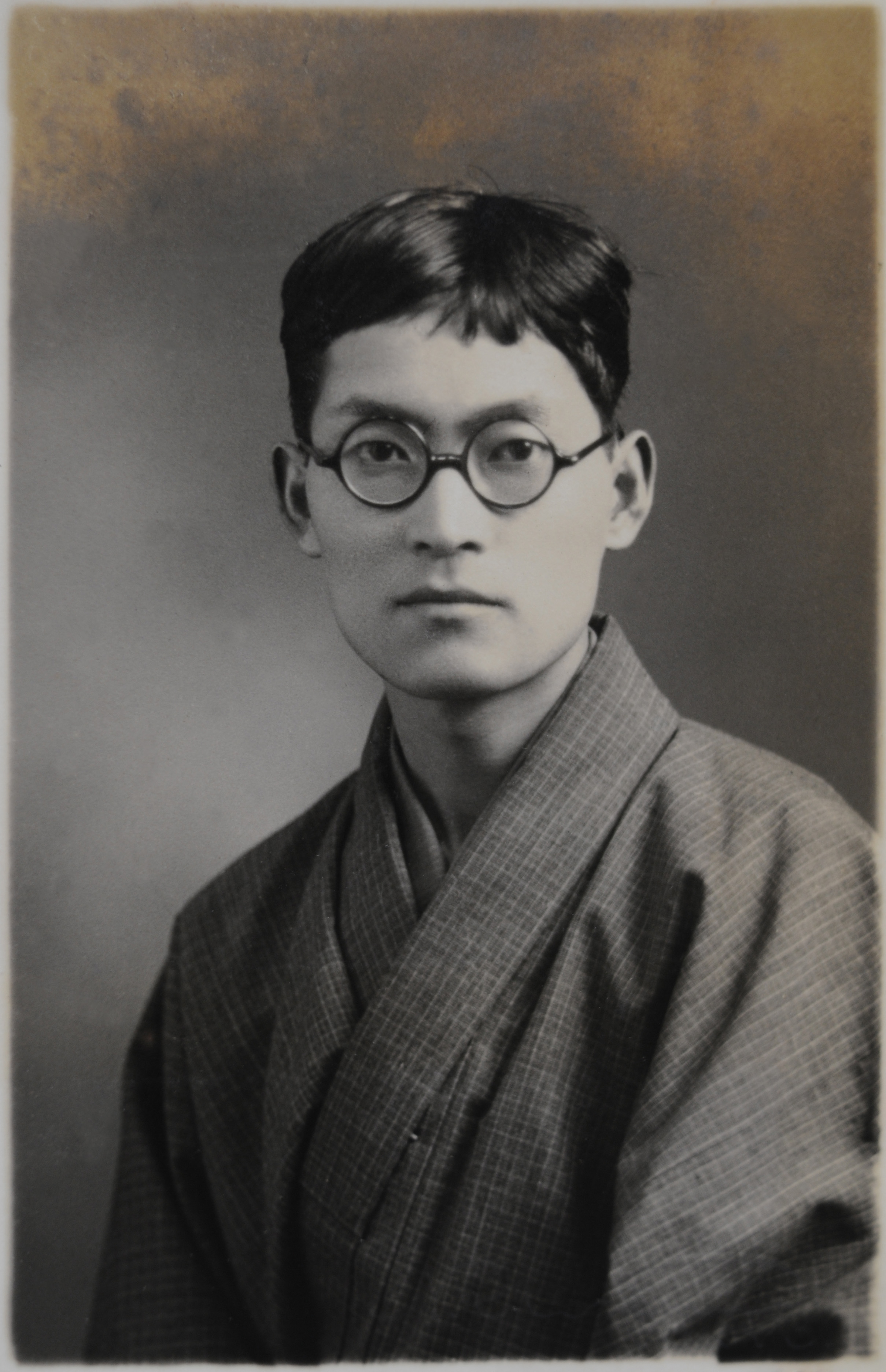
丸井金猊／7月12日没

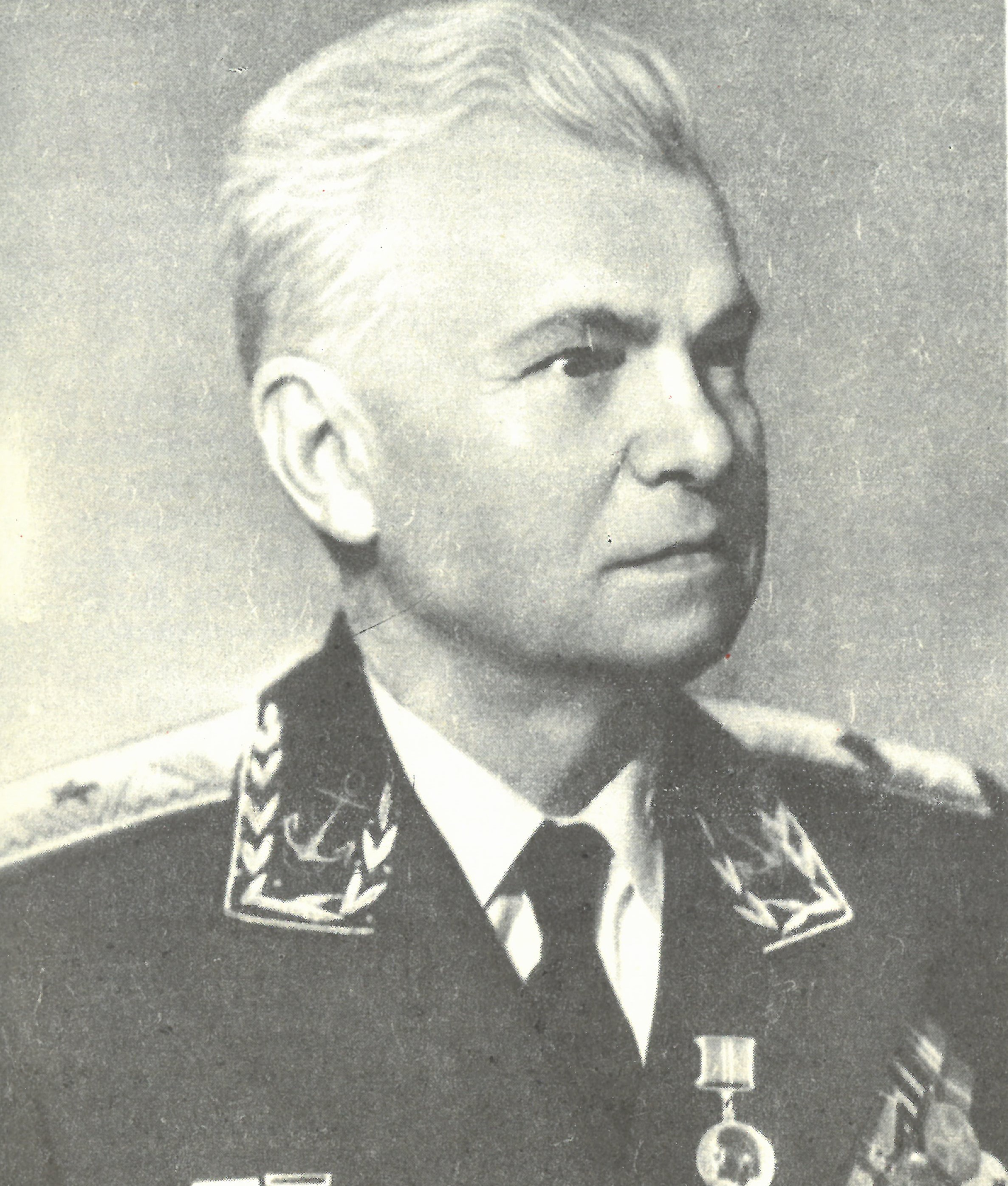
ゲオールギイ・ベリーエフ／7月14日没

- 7月1日 - 瀧口修造、美術評論家・詩人・画家（* 1903年）
- 7月2日 - 蜂谷輝雄、外交官（* 1895年）
- 7月2日 - 川野芳満、政治家・衆議院議員（* 1898年）
- 7月3日 - 川井直人、物理学者・地球科学者（* 1921年）
- 7月6日 - 榊原美文、日本文学研究者・帝塚山大学名誉教授（* 1906年）
- 7月6日 - ヴァン・マッコイ、音楽プロデューサー・作曲家（* 1940年）
- 7月7日 - 山添利作、農林官僚（* 1903年）
- 7月8日 - 中村三之丞、政治家（* 1894年）
- 7月8日 - 野村浩将、映画監督（* 1905年）
- 7月8日 - 朝永振一郎、物理学者（* 1906年）
- 7月8日 - ロバート・バーンズ・ウッドワード、化学者（* 1917年）
- 7月11日 - 熊谷鉄太郎、牧師（* 1883年）
- 7月12日 - 丸井金猊、日本画家（* 1909年）
- 7月14日 - ゲオールギイ・ベリーエフ、航空エンジニア（* 1903年）
- 7月15日 - 山田霊林、曹洞宗の僧侶・禅思想家（* 1889年）

## （16日 - 31日）

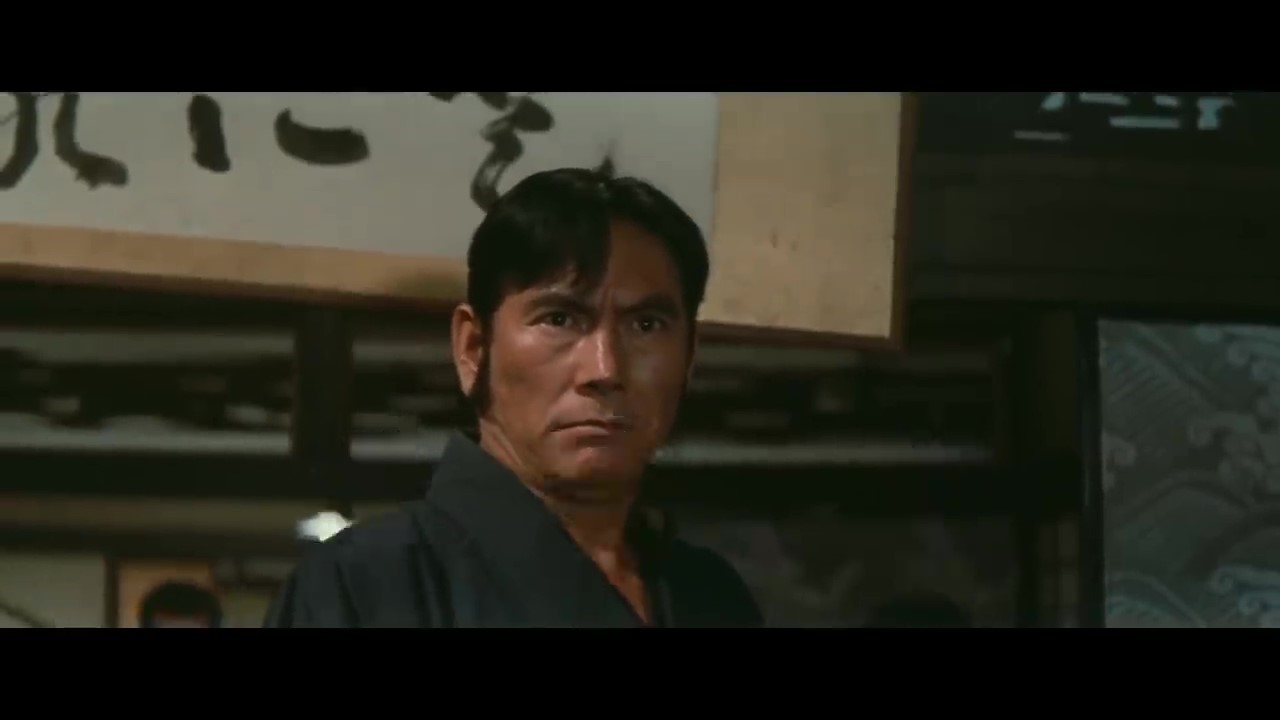
天津敏／7月24日没

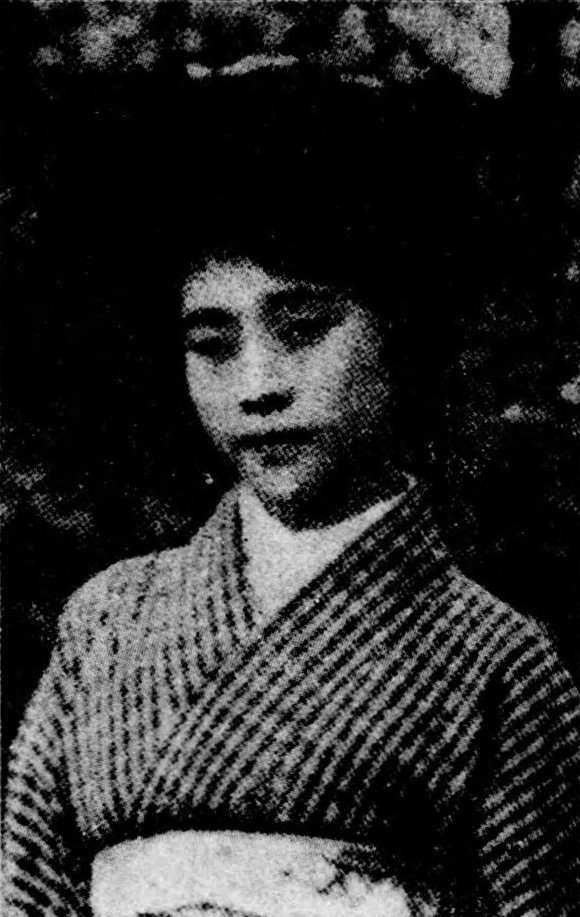
物集和子／7月27日没

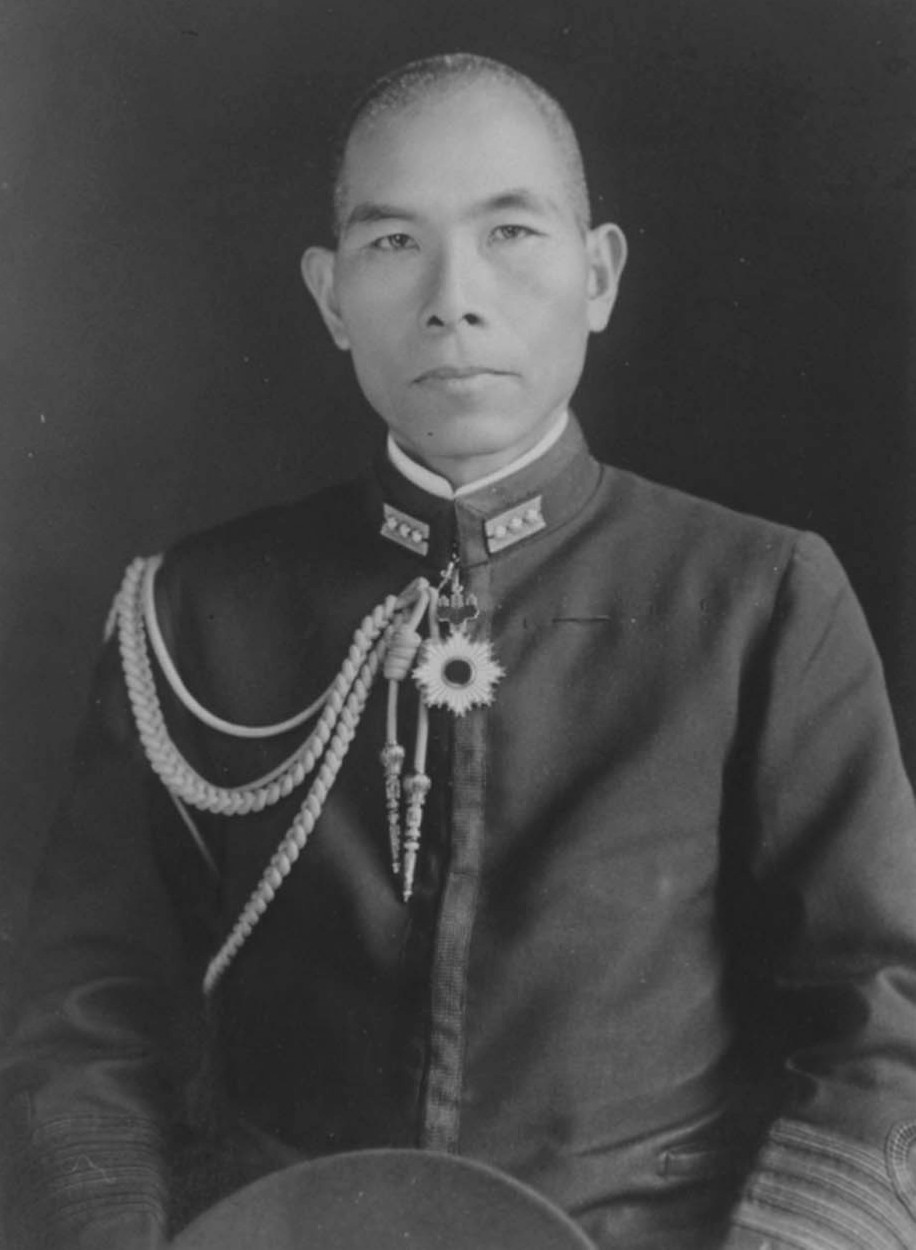
高木惣吉／7月27日没

- 7月16日 - 村野次郎、歌人（* 1894年）
- 7月18日 - 東季彦、法学者・出版事業家（* 1880年）
- 7月22日 - 日達、僧侶・日蓮正宗大石寺第66世の法主（* 1902年）
- 7月24日 - 天津敏、俳優（* 1921年）
- 7月25日 - 岸盛一、最高裁判所裁判官（* 1908年）
- 7月27日 - 物集和子、小説家・掃苔家（* 1888年）
- 7月27日 - 高木惣吉、軍人・海軍少将（* 1893年）
- 7月29日 - 村山三男、映画監督（* 1920年）